# Faust (dramat Christophera Marlowe’a)
Faust (ang. Doctor Faustus) – sztuka angielskiego dramaturga i poety Christophera Marlowe’a, będąca pierwszym przeniesieniem na deski teatru historii niemieckiego teologa, lekarza, astrologa i alchemika Johanna Georga Fausta.
Pełny tytuł sztuki brzmi The Tragical History of the Life and Death of Doctor Faustus (Tragiczna historia życia i śmierci doktora Fausta). Powstała ona zapewne na przełomie roku 1588/1589. Opublikowana w 1604 roku.

## Powstanie utworu
Wzrost zainteresowania magią w XVI wieku, szukanie sekretów natury w aliansie ze światem duchów, które doprowadziły do powstania katedr alchemii na uniwersytetach europejskich, przyniosły też refleksję nad tym zagadnieniem. Pojawiły się utwory o adeptach sztuk tajemnych, gotowych posiąść formuły przyzywania podziemnych mocy, aby zapanować nad światem. Bohaterowie zawierają kontrakt z demonem i zmierzają ku zatraceniu. Temat stał się szczególnie popularny w protestanckich Niemczech jako element antykatolickiej polemiki. Wydana w 1587 roku Historia doktora Jana Fausta, szeroko okrzyczanego czarnoksiężnika i maga, zyskała niemałe powodzenie i została przetłumaczona na angielski. Marlowe oparł na niej swoją tragedię Tragiczne dzieje doktora Fausta, napisaną na przełomie 1588/1589.

## Osoby
| Osoba               | Jej rola w dramacie                         |
| ------------------- | ------------------------------------------- |
| Papież              |                                             |
| Kardynał lotaryński |                                             |
| Cesarz niemiecki    | Karol V                                     |
| Faust               | doktor teologii                             |
| Valdes              | przyjaciel Fausta                           |
| Cornelius           | przyjaciel Fausta                           |
| Wagner              | służący Fausta                              |
| Gbur                | parobek                                     |
| Robin               | stajenny                                    |
| Ralf                | służący                                     |
| Winiarz             |                                             |
| Handlarz koni       |                                             |
| Rycerz              | dworzanin cesarski                          |
| Starzec             |                                             |
| Księżna Vanholt     |                                             |
| Lucyfer             | władca piekieł                              |
| Belzebub            | jego zastępca                               |
| Mephistophilis      | diabeł na usługach Fausta                   |
| Dobry Anioł         | duch nakłaniający Fausta do dobrego         |
| Zły Anioł           | duch nakłaniający Fausta do złego           |
| Duchy               | Aleksandra Wielkiego i jego kochanki Heleny |

## Treść

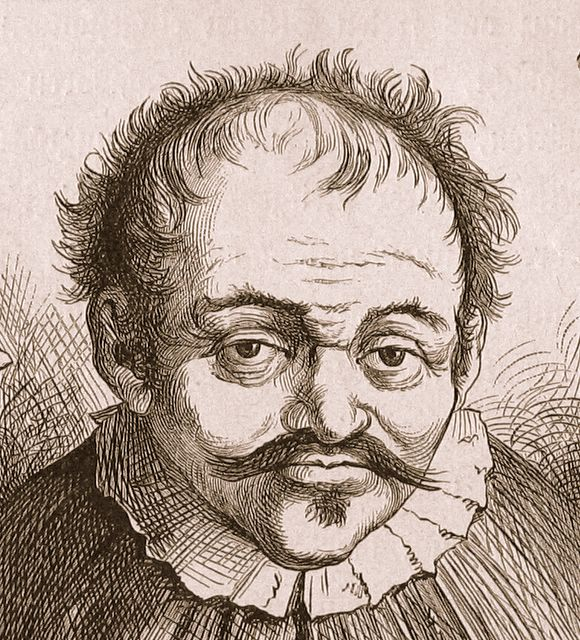
Doktor Faust

Chór objaśnia, że Faust urodził się w ubogiej rodzinie w Rodzie, wychowany przez wujów w Wittenberdze, dzięki wyjątkowym zdolnościom, w młodym wieku został doktorem teologii, w pysze swej porzucił jednak teologię na rzecz magii. Faust odrzuca kolejno sensowność studiowania filozofii, medycyny, prawa i teologii. Marzy, że dzięki magii będzie mógł otoczyć mosiężnym murem całe Niemcy, nakazać, by Dunaj opływał Wittenbergę i przegnać z Niemiec księcia Parmy. Zaprasza na ucztę swych przyjaciół Valdesa i Corneliusa, którzy obiecują nauczyć go wszelkich zaklęć, które pozwolą mu przywoływać duchy. Studenci, dowiedziawszy się, że ich nauczyciel oddał się magii, postanawiają powiadomić o tym rektora.
O północy Faust wywołuje Mefistofilisa, który przybywa spodziewając się zdobyć jego duszę. Faust proponuje oddać ją i spędzić wieczność w Elizjum z filozofami za 24 lata służby diabłów na każde jego zawołanie. Mefistofil udaje się po zgodę do Lucyfera. Faust waha się co ma czynić, Mefistofil żąda od niego, by podpisał dokument oddający duszę Lucyferowi. Faust drwi sobie z piekła i w nie nie wierzy, mimo to widzi złowróżbne znaki. Ostatecznie podpisuje dokument własną krwią i oddaje go Mefistofilowi. Wypytuje go potem o różne zagadnienia dotyczące świata, a gdy pyta o Stwórcę świata ponownie opadają go wątpliwości. Przybywają Lucyfer, Belzebub i Mefistofil i zakazują mu myśleć o Bogu i niebie, po czym zabawiają go przedstawieniem siedmiu grzechów głównych.
Faust podróżuje z Mefistem po Europie. Odwiedza w Rzymie papieża i stawszy się niewidzialnym robi mu psikusy: zabiera półmiski z potrawami, za co zostaje wyklęty przez chór mnichów. Robin wykrada Faustowi księgę zaklęć i przywołuje Mefistofila, który obiecuje zamienić go w małpę. Cesarz prosi Fausta, by mu ukazał cienie Aleksandra Wielkiego i jego kochanki, co ten czyni. Aby rozweselić cesarza przyprawia rogi złośliwemu Rycerzowi. Faust czuje, że jego czas się kończy i pragnie powrócić do Wittenbergi. Po drodze spotyka go Handlarz koni i kupuje od niego za 40 talarów jego rumaka. Faust ostrzega go, by nie wjeżdżał na nim do rzeki. Handlarz nie daje mu wiary i jego koń zamienia się w wiązkę słomy. Przybywa następnie do pałacu księstwa Vanholt. Na prośbę księżnej Mefistofil przynosi jej w styczniu świeże winogrona z drugiej półkuli globu.

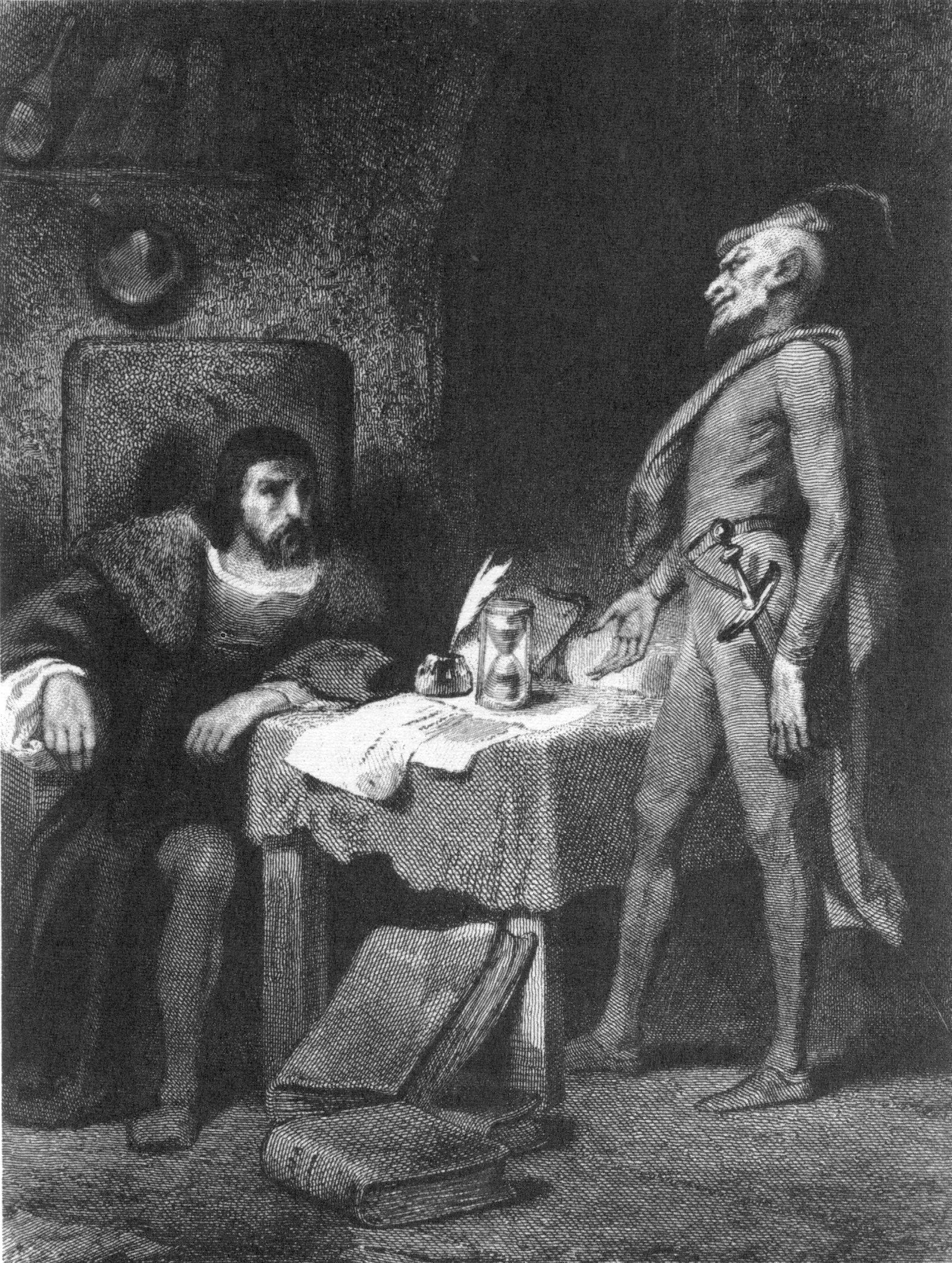
Faust i Mefisto. Tony Johannot. 1845-1847

Faust ucztuje w swym domu ze studentami i na ich prośbę ukazuje im ducha Heleny trojańskiej. Starzec namawia go do skruchy i nawrócenia. Faust jednak przeklina samego siebie, musi być posłuszny Lucyferowi, a choć czuje skruchę, rozpacza o możliwości ratunku. Mefistofil grozi mu mękami za złamanie lojalności Lucyferowi. Faust błaga o przebaczenie swego pana i prosi, by Mefistiofil zgubił duszę Starca. Prosi też o ukazanie mu Heleny, by mógł się zagubić w jej piękności. Faust marzy o bohaterskich czynach dla zdobycia Heleny. Diabły odbierają Starcowi życie, bo duszy nie potrafią. Faust objawia studentom, że nie dostąpi zbawienia, bo sprzedał duszę piekłu, a teraz nie może prosić Boga o miłosierdzie, gdyż szatani powstrzymują go przed tym. Jest już za późno, bo jego czas pobytu na ziemi właśnie się kończy. Studenci obiecują modlić się za niego, ale on jest przekonany, że to nic nie da. Została mu już tylko godzina życia i błaga czas, by się zatrzymał. Prosi Boga o miłosierdzie, lecz nie potrafi znieść widoku Jego gniewnego oblicza. Chciałby móc po mękach czyśćcowych zostać uwolnionym, albo jak dusze u Platona, wejść w nierozumne zwierzę i już nie cierpieć. Przeklina swych rodziców którzy obdarzyli go duszą, choć powinien przeklinać siebie i Lucyfera. Zegar bije dwunastą. Oplatają go żmije i węże, a Mefistofil zabiera go do piekła. Chór przestrzega przed zgłębianiem rzeczy zakazanych, które rozzuchwalają umysł i prowadzą do piekielnego upadku.

## Charakterystyka ogólna
Sztuka Marlowe’a opowiada o losach niemieckiego uczonego, który – zawiedziony swoimi dotychczasowymi osiągnięciami – zawiera umowę z diabłem, ofiarując mu swoją duszę w zamian za ogromną władzę, jakiej nie dała mu żadna z dyscyplin, które dotąd uprawiał. Marlowe dostrzegł i wykorzystał walory sceniczne tkwiące w opowieści o doktorze Janie Fauście, możliwość ukazania rozmowy z przeklętym duchem, przyzwania go zaklęciami, popisów Fausta jako czarnoksiężnika, wreszcie finałowej kary egzekwowanej przez Mefistofelesa. Jednocześnie dostrzegł w tej historii temat na kolejną opowieść o nadczłowieku. Faust jest Tamerlanem pędu poznawczego. Przeciwstawia się ładowi kosmicznemu i porządkowi moralnemu. Swym zachowaniem przedstawia historię upadku człowieka, który zjadł zakazany owoc z drzewa wiadomości dobrego i złego.
Marlowe uczynił swego bohatera postacią na wskroś tragiczną, najtragiczniejszą może w całej historii dramatu elżbietańskiego. Faust świadomie dokonuje szaleńczego targu, po czym pogrąża się w wiecznym potępieniu w absolutnej rozpaczy i poczuciu odrzucenia daru odkupienia. Końcowa scena tragedii jest jednym z arcydzieł dramaturgicznego napięcia i grozy. Sztuka Marlowe’a zyskała od razu bardzo wysoką ocenę krytyki świadomej, że tragizm dotychczasowych sztuk był bardzo powierzchowny i dopiero w tej tragedii zyskał rzeczywistą głębię.
Faust nie jest utworem jednolicie udanym. Sceny komiczne są niemal nie do zniesienia i mogą świadczyć o tym, że albo humor Marlowe’a nie był najwyższych lotów, albo fragmenty te stanowią wstawki dokonane przez jego kolegów po piórze dla ożywienia widowiska.
Dzieło jest znane w dwóch znacznie różniących się wersjach. Historia Fausta jest – obok pełnej epickiego rozmachu dwuczęściowej opowieści o Tamerlanie Kulawym, władcy Mongołów (Tamburlaine the Great) – najwybitniejszym utworem Marlowe’a.

## Forma
Utwór wykazuje wiele charakterystycznych cech dramaturgii elżbietańskiej. Jest podzielona na dwadzieścia scen. Występuje w niej chór, który rozpoczyna przedstawienie. Całość jest napisana białym wierszem (blank verse), czyli nierymowanym pentametrem jambicznym.
Marlowe sięga po aliterację, ulubiony środek stylistyczny poetów angielskich:
Only this, gentlemen, we must perform
The form of Faustus’ fortunes, good or bad

## Interpretacja
Dramat Marlowe’a można odczytywać jako tragedię człowieka, który nie może się wywikłać z beznadziejnej sytuacji, w którą sam wszedł. W kontekście biografii Marlowe’a, podejrzewanego o współpracę z ówczesnym angielskim wywiadem politycznym, owo uwikłanie ukonkretnia się jako niemożność zerwania z dotychczasowymi mocodawcami.

## Przekłady
Dramat Marlowe’a tłumaczyli na język polski Jan Kasprowicz, Jerzy S. Sito, Juliusz Kydryński i Wiktor Jarosław Darasz.
Przekład Kasprowicza nosi ślady stylu młodopolskiego.
Faust: I dzisiaj
Gdzie wy jesteście.
Mefistofel: W piekle.
Faust: Jak to się dzieje, żeś dziś poza piekłem?
Mefistofel: Nie, tu jest piekło! Jam nie poza piekłem.
Azali myślisz, że ja, którym patrzał
W oblicze Boga i pił rozkosz nieba,
Nie znoszę dzisiaj mąk tysiącznych piekieł,
Pozbawion będąc wiecznego zbawienia?
Faust: Chcę się nasamprzód zapytać o piekło,
Gdzie jest to miejsce, które zowią piekłem?
Mefistofel: Pod niebiosami.
Faust: Ale w którem miejscu?
Mefistofel: We wnętrzu żywiołów, tam, gdzie my wieczyste
Znosić musimy tortury. Toć powiem,
Że piekło nie ma określonych granic
W jakowemś miejscu stałem; tam jest piekło,
Gdzie my jesteśmy, a gdzie zaś jest piekło,
Tam i my zawsze przebywać musimy;
Wreszcie, gdy cały świat się ten rozpadnie,
Gdy się oczyści wszelakie stworzenie,
Zostanie piekło tam, gdzie nie ma nieba.

## Polskie realizacje teatralne
23 kwietnia 1963 roku odbyła się w Teatrze Laboratorium 13 Rzędów w Opolu premiera (a zarazem polska prapremiera) Tragicznych dziejów doktora Fausta w reżyserii Jerzego Grotowskiego.